# Jüri Lossmann
Jüri Lossmann (ur. 4 lutego 1891 w Kõo, zm. 1 maja 1984 w Sztokholmie) – estoński lekkoatleta (długodystansowiec), wicemistrz olimpijski z 1920.
Zdobył srebrny medal w biegu maratońskim na igrzyskach olimpijskich w 1920 w Antwerpii za Finem Hannesem Kolehmainenem (do którego stracił tylko 13 sekund), a przed Valerio Arrim z Włoch. Był to pierwszy medal olimpijski zdobyty przez estońskiego lekkoatletę. Startował na tych igrzyskach również w biegu na 10 000 metrów, ale nie ukończył biegu eliminacyjnego.
Na igrzyskach olimpijskich w 1924 w Paryżu był chorążym reprezentacji Estonii. Zajął 10. miejsce w biegu maratońskim.
Był mistrzem Rosji w biegu na 5000 metrów w 1916, a w latach 1918-1922 trzykrotnym mistrzem Estonii na tym dystansie i dwukrotnym na 10 000 metrów. Ustanowił również 13 rekordów Estonii.
W 1944 wyemigrował do Szwecji i tam pracował jako jubiler.